# ...Ya Know?
| Recensione    | Giudizio |
| ------------- | -------- |
| AllMusic      | [ 1 ]    |
| Rolling Stone | [ 3 ]    |

...Ya Know? è il secondo album solista di Joey Ramone, messo in commercio postumo il 22 maggio 2012.
L'uscita dell'album è stata anticipata dal singolo Rock 'n Roll Is the Answer pubblicato il 21 aprile 2012.
Tutte le canzoni dell'album sono state scritte da Joey Ramone. Registrate sotto forma di demo sia negli anni da solista che nel periodo precedente, sono state in occasione di quest'album sovraincise da amici, collaboratori e persone che avevavano lavorato coi Ramones.
Alla realizzazione dell'album hanno collaborato Joan Jett, Steven Van Zandt, Richie Ramone, Mickey Leigh (fratello di Joey Ramone), Bun E. Carlos, Dennis Diken, Richie Stotts, Lenny Kaye, Holly Beth Vincent, Al Maddy, Kenny Laguna, Arno Hecht, Dick Manitoba e Andy Shernoff.
Le tracce 10 e 15, Merry Christmas (I Don't Want to Fight Tonight) e Life's a Gas, sono rivisitazioni di brani già pubblicati dai Ramones negli album Brain Drain e ¡Adios Amigos!.
Il 23 novembre 2012 è stata pubblicata una versione deluxe del disco in tiratura limitata di 500 copie contenente anche un vinile e un DVD con circa 40 minuti di materiale con interviste a personaggi quali Elvis Costello, Kirk Hammett, Debbie Harry, Anthony Kiedis e Joe Strummer.

## Tracce[1]
1. Rock 'n' Roll Is the Answer – 4:39 (Joey Ramone - Richie Stotts)
2. Going Nowhere Fast – 4:27 (Joey Ramone - Daniel Rey)
3. New York City – 3:31 (Joey Ramone)
4. Waiting for That Railroad – 4:45 (Joey Ramone)
5. I Couldn't Sleep – 2:35 (Joey Ramone)
6. What Did I Do to Deserve You? – 2:52 (Joey Ramone)
7. Seven Days of Gloom – 3:57 (Joey Ramone)
8. Eyes of Green – 2:26 (Joey Ramone)
9. Party Line – 3:04 (Joey Ramone - Daniel Rey)
10. Merry Christmas (I Don't Want to Fight Tonight) – 4:20 (Joey Ramone)
11. 21st Century Girl – 3:17 (Joey Ramone)
12. There's Got to Be More to Life – 3:11 (Joey Ramone)
13. Make Me Tremble – 3:16 (Joey Ramone)
14. Cabin Fever – 3:40 (Joey Ramone)
15. Life's a Gas – 2:02 (Joey Ramone)